# Indice biotique de qualité des sols
Dans le domaine de l'écotoxicologie et de l'évaluation environnementale, un Indice biotique de qualité des sols (IBQS) est un indicateur (standardisé) d'état biologique du sol. 
Il fournit à l'instant de la mesure, une valeur mesurant l'état de la qualité du sol, sur la base de la présence/absence d'espèces jugées être de bons bioindicateurs (espèces vulnérables aux polluants ou à certains polluants ou au contraire typiquement polluo-résistantes). Il peut éventuellement contribuer à un indice de naturalité du sol et de l'écosystème .
Il n'existe pas encore d'indice mondial ou européen normalisé (la norme devant bien entendu être adaptable aux conditions et espèces locales), mais plusieurs projets visent à produire des indices biotiques. Ceci se fait sous l'égide de l'ONU et de la FAO (FAO Soil Biodiversity Initiative), avec les encouragements de l'OCDE , à la suite du sommet de la Terre de 1992 à Rio, et en Europe dans le cadre de la stratégie thématique pour la protection des sols, élaborée par la Commission européenne avec l'objectif de stopper et réparer la dégradation des sols.

## Principes
L' Indice biotique sol doit caractériser la perturbation du sol, mesuré par ses effets, et non par ses causes (qui souvent sont complexes et synergiques, ou échappent à l'observation ou à l'observateur). Par exemple certains nématodes sont par leur présence ou absence caractéristiques de sols affectés par certaines perturbations.

Il permet de fournir la preuve d'une perturbation (passée ou en cours), et peut parfois renseigner sur la nature ou les caractéristiques d'un polluant (voire sur sa concentration).

## Contexte et enjeux
Dans le monde : l'humanité est confrontée à une situation tout à fait nouvelle. Elle doit nourrir une population qui continue à croître rapidement, alors que la qualité et la quantité de sol diminue. Les principaux problèmes sont la perte d'humus et de matière organique, le tassement des sols, la salinisation, les effets du surpâturage et de l'agriculture intensive (encouragée par l'élevage hors-sol, la mécanisation de l'agriculture, les besoins d’augmentation de productivité), le labour, les engrais, les pesticides, les pompages d'irrigation. La déforestation et la consommation croissante de sols par l'imperméabilisation et l'urbanisation ou la périurbanisation aggravent ces menaces. Les espèces végétales invasives contribuent à diminuer la biodiversité fongique du sol (déclin des associations mycorrhiziennes).

Dans le même temps, et alors que les sols sont un puits de carbone essentiel, le dérèglement climatique les sols plus vulnérables au stress hydrique en été à et l'érosion (érosion éolienne en été, et par les inondations et sous l'action des pluies en hiver). Avec l'augmentation du niveau marin, des sols très productifs (dans les deltas, polders, basses-terre, risquent en outre d'être perdus avant 2100.
Pour tout niveau de collectivités et de territoires, le sol et sa biodiversité seront des enjeux d'importance croissante. Il conviendra donc de pouvoir assurer un monitoring local et global, ce qui ne peut se faire qu'au moyen de quelques indicateurs standardisé et le plus consensuellement validés, de sa qualité et de son état.
En Europe,  il s'agit pour l'Union européenne et ses 27 états-membres de préparer la Directive sol. 

L'Europe dispose d'une stratégie fondée sur 4 piliers : 
1. un cadre règlementaire (Directive sol à décliner dans les États membres),
2. l'intégration transversale de la protection des sols dans les politiques de tous les organismes nationaux et communautaires concernés,
3. accroître la recherche sur les sols,
4. accroitre l'intérêt de tous pour la protection des sols.

## État de l'art
Depuis la fin des années 1990, une abondante littérature a montré ou confirmé l'utilité de la plupart des grandes familles d'organismes du sol en tant qu'indicateurs de la qualité des sols et/ou qui a décrit leurs réactions aux différents effets. Néanmoins, chaque région biogéographique doit adapter le choix des espèces bioindicatrices à ses sols, en particulier dans les milieux extrêmes et à leurs abords. L'évaluation 
Par exemple : 
Un projet dit BIOASSESS (1999-2002) a porté sur la réponse des communautés d'invertébrés du sol (collemboles, vers de terre et macrofaune du sol) et d'autres éléments de la biodiversité (plantes, papillons, oiseaux et Carabidae) à l'aménagement du territoire et à l'intensification des usages du sol. 

Le projet ENVASSO (2006-2007) a porté sur les menaces affectant la biodiversité des sols et a proposé une série d'indicateurs minimaux, sur la base de critères scientifiques. Il a aussi porté sur l'acceptation de la méthodologie (méthodes normalisées), la mesurabilité et les coûts de l'évaluation . 
Plusieurs indicateurs ou indices existent, que l'Union européenne étudie pour créer un indice européen de suivi et évaluation des sols,, ou pour évaluer les effets de la directive Nitrate ou des dispositifs de bandes enherbées, de la directive cadre sur l'eau, du plan européen sur la Forêt, des plans liés à la lutte contre le changement climatique et à l'Adaptation au changement climatique, la directive sur l'épandage des boues, les directives sur les déchets,, la politique agricole commune (PAC) et les textes relatifs à l'augmentation de la production de l'agriculture biologique, etc. ;
- BISQ ; Biological Indicator System for Soil Quality
- BBSK ; Biological Soil Classification Scheme
- BSQ ; Biological Soil Quality index (Parisi 2001)
- GISQ ; General Indicator of Soil Quality[22], précis à large échelle uniquement
- IBQS; Indice Biotique de la Qualité du Sol (Ruiz et al., 2011)
- SOILPACS ; Soil Invertebrate Prediction and Classification Scheme, avec une bonne sensibilité, mais ne permettant pas de facilement différencier les stress d'origine naturelle et humaine

En France un réseau RMQS-biodiv a été institué en complément du Réseau de mesure de la qualité des sols (RMQS) en 2009, qui se décline aux échelles régionales (avec un focus sur la Bretagne d'abord)(Cluzeau 2009), sur la base de paramètres agropédologiques . On commence à travailler sur la richesse en ADN du sol.

## Coûts
Plus le suivi est fin, plus les coûts sont élevés. Le monitoring des sols et de leur biodiversité ne saurait être gratuit. Les coûts peuvent être diminués par une mutualisation et solidarité des moyens humains et techniques entre pays et régions du monde. Des méthodes d'analyse automatiques sont attendues, qui pourront également diminuer les coûts. Enfin mieux connaître les sols présente de nombreux avantages.
Dans le bilan coûts-avantages, le consensus grandit quant au fait qu'en matière de biodiversité et d'agriculture durable, comme de services écosystémiques fournis par les sols et les zones humides le coût de l'inaction sera beaucoup plus élevé que celui de l'action .